# 2028
Het jaar 2028 is een jaartal volgens de christelijke jaartelling. Het is een schrikkeljaar.

## Gebeurtenissen
- 14 april - Gedeeltelijke zonsverduistering.
- Van 21 juli tot 6 augustus worden de 34e Olympische Zomerspelen gehouden in Los Angeles.
- 22 juli - Volledige zonsverduistering, die zichtbaar zal zijn in Australië en Nieuw-Zeeland.